# Arendspragtspir
Arends-Pragtspir (Astilbe x arendsii) er en staude med tæt, tueformet vækst. 

## Beskrivelse
Blomsterstænglerne bliver betydeligt højere end løvtuen. Bladene er grundstillede med stive stilke. Bladpladen er dobbelt eller 3-dobbelt fjersnitdelt med fligede småblade. Oversiden er blankt mørkegrøn, mens undersiden er lidt lysere grøn. 
Blomsterne sidder i løse, kegleformede stande. De enkelte blomster kan være hvide, lyserøde, gammelrosa eller rødviolette – alt efter sorten. Frøene modner sjældent i Danmark.
Rødderne er meget træagtige og kraftige. Alligevel tåler de ikke tørke.
Højde x bredde og årlig tilvækst er: 1 x 1 m (100 x 5 cm/år). Disse mål kan fx bruges til beregning af planteafstande, når arten anvendes som kulturplante.

## Hjemsted
Da denne plante er en krydsning, har den intet hjemsted. Alle de mulige forældre-arter hører dog hjemme i monsunregnområdet i Kina, Korea og Japan, hvor de vokser i fugtige skove og langs vandløb. Man kan forvente, at krydsningen har bevaret træk, som egner sig under disse – våde – forhold.